# Língua lamahólot
A língua lamahólot, também conhecida como solor, é um contínuo dialetal  da região malaio-polinésia nuclear falado nas ilhas de Flores, Solor, Lembata e Pantar, na Indonésia. 
Keraf relata que existem 18 línguas sob esse mesmo nome, que, devido ao distanciamento, gradualmente perderam a Inteligibilidade mútua. A linguagem também mostra evidências de um substrato de línguas papuas (não-austronésio).
No ano de 2015 existiam de 180 mil a 200 mil pessoas falantes da língua lamahólot, sendo portanto classificada como uma língua segura pela UNESCO

## Etimologia
Lamaholot pode ser traduzido ao português como sendo "tribo que foi trazida pelas ondas do mar".
"Lamaholot" é uma palavra composta que veio da combinação de três palavras de origem incerta, sendo elas: "lama"( significa 'tribo' ou 'grupo'); "hoN"(significa 'aparecer' ou 'subir') e "olot"(significa 'ondulado' ou 'onda do mar').
O nome "lamaholot" é baseado em um folclore sobre a origem desse povo. De acordo com a história, dois grupos de pessoas navegaram pois sua terra natal afundou. Um dos grupos era liderado por "Kopong Kuda WuliN Rua MamuN Gojak" e esse grupo naufragou em 
Nuha ata Latalah, nome que se refere à parte ocidental de Alor, onde o povo lamahólot vive até hoje.
O outro grupo era liderado por "Ama Sadi Boli Burak", e eles naufragaram em Pita BeleN, uma praia próxima ao monte Ile Mandiri, de Flores oriental. Na praia, ele fincou sua lança e trocou seu nome para Ama Sadi HadiN Gala (hadiN 'graveto' e gala 'lança'). Ele então levou seu grupo para encontrar o rei Regi BeleN do reino chamado Eli mataN Pito Eli Lotak Leluari para pedir por um lugar permanente para morar. 
O rei os recebeu e permitiu que morassem em seu território. Ele também recebeu outros grupos naufragados lima Nuha bao Bajat NeboN(literalmente, '5 ilhas que naufragaram'). O rei chamou todos os grupos de Lewo Lamaholot Tana EkaN Bura WakoN (vila de Lamaholot, terra de Bura WakoN)

## Distribuição
A língua lamahólot é falada majoritariamente na ilha de Flores e no Arquipélago de Solor, mas também é possível encontrar falantes da língua no Arquipélago de Alor e na ilha de Adonara. A disseminação dessa língua ocorreu devido a uma sequência de migrações ocorridas entre os séculos XIV e XVI. 

### Dialetos
- Língua Lamaholot
  - Grupo Ocidental (Flores Oriental)
    - Ilha de Flores
      - Tana 'Ai [6]
      - Lewoingu [7]
      - Wailolong [8]

  - Grupo Central (Solor e Adonara)
    - Ilha de Solor
      - Solor [9]

    - Ilha de Adonara
      - Adonara [10]
      - Lamakera[11]

    - Ilha de Lembata(parte oeste)
      - Lamalera [12]

  - Grupo Oriental (Lembata e Alor)
    - Ilha de Lembata(parte leste)
      - Ile ape[13]
      - Lewotobi [14]
        - Lewolema[15]
        - Lamatuka[16]

      - Kiwangona [17]

    -  Ilha de Alor
    - Alor [18]

### Idiomas relacionados
Existem diversas línguas na região da Austronésia, sendo fácil imaginar que algumas delas estarão relacionadas, sendo originadas de um idioma em comum. Esse é o caso do Lamahólot, onde é possível relacioná-lo com outros idiomas da Austronésia da seguinte forma:
- Grupo Linguístico Proto-Flores
  - Grupo Proto-Flores Ocidental
    - Grupo MKR(Manggarai, Komodo e Rembong)
      - Grupo MR(Manggarai e Rembong)
        - Língua Manggarai
        - Língua Rembong

      - Língua Komodo

    - Grupo NLP(Ngada, Lio e Palu'e)
      - Grupo NL(Ngada e Lio)
        - Língua Ngada
        - Língua Lio

      - Língua Palu’e

  - Grupo Proto-Flores Oriental
    - Língua Sika
    - Língua Lamaholot
    - Língua Kedang

Essa divisão foi feita baseando-se no nível de compatibilidade entre as línguas ao se considerar a Lista de Swadesh, junto com a avaliação da presença de inovações conjuntas de natureza Fonológica, como a combinação de diferentes fonemas em um só, servindo como um marcador do agrupamento de linguagens.

## História

### Migrações dos lamaholot
A história do povo Lamahólot foi marcada por diversas migrações ao longo dos anos, com motivações ainda desconhecidas. é possível dividir a história das navegações deles em alguns períodos: antes de 1300, de 1300 até 1350 e por volta de 1525.

#### Período anterior a 1300
Nesse período, o povo lamahólot se espalhou a partir de sua terra natal, a  Ilha de Lembata, para a  Ilha de Adonara, e então para Solor e o Leste de  Flores. Junto com eles, sua língua evoluiu, formando novos dialetos nas regiões pelas quais eles passavam. Em sua terra natal, no centro de Lembata, desenvolveu-se o proto-lamahólot central. Para o leste de Lembata, surgiu o proto-lamahólot periférico oriental, e para o oeste nasceu o proto-lamahólot periférico ocidental.

#### 1300-1350
Nesse momento, ocorreu uma migração para a  Ilha de Pantar a partir de Adonara, transmitindo o idioma para mais uma ilha.

#### Por volta de 1525
Nesse período, o povo lamahólot se espalhou para a  Ilha de Alor, e também ocorreu uma migração partindo da ilha de Lepan Batan(Kroko Puken), ilha que não se sabe ao certo se realmente existiu ou foi apenas mito, para as ilhas de Flores (Indonésia), Solor, Adonara, Lembata e Pantar

## Fonologia
Para essa seção, iremos considerar apenas o dialeto Solor.

### Consoantes
O Lamahólot possui 16 fonemas naturais consonantais e 5 empréstimos de outras línguas, apresentados na tabela abaixo:
|             | Bilabial | Labiodental | Dental | Alveolar | Pós-Aoveolar | Velar | Glotal |
| ----------- | -------- | ----------- | ------ | -------- | ------------ | ----- | ------ |
| Plosiva     | p b      |             | t      | d        |              | k g   | ʔ (')  |
| Africada    |          |             |        |          | t͡ʃ d͡ʒ        |       |        |
| Nasal       | m        |             |        | n        | ɲ            | ŋ     |        |
| Vibrante    |          |             |        | r        |              |       |        |
| Fricativa   |          | f v         |        | s        |              |       | h      |
| Aproximante |          | w           |        |          |              | j     |        |
| Lateral     |          |             |        | l        |              |       |        |

Todas essas consoantes são consideravelmente constantes em sua realização, e quase não há variação articulatória significativa. Devido a isso, não há alofones nem uma elaboração fonética específica para um determinado fonema. Os empréstimos linguísticos vieram principalmente de línguas vizinhas ou ainda da Indonésia, como as línguas kedang, sikka e o malaio de larantuka.

#### Consoantes naturais
A seguir, falaremos sobre cada tipo de consoante, com exemplos de suas aparições no vocabulário da língua.

##### Plosivas
O dialeto Solor possui 7 consoantes plosivas divididas em dois grupos: vozeadas  /p, t, k, ʔ/ e não vozeadas  /b, d, g/, com nenhuma delas sendo  aspirada. As consoantes /p/, /k/ e /t/ podem aparecer na posição medial  ou inicial da palavra, mas apenas o /k/ e o /t/ podem aparecer em uma posição final. a oclusiva glotal /ʔ/ apenas aparece em uma posição medial, que, em muitas vezes, ocorre como o  ataque de uma sílaba final. Seguem exemplos da distribuição desses fonemas(A articulação de itens lexicais que começam com uma vogal é sempre precedida por um fechamento glotal, que é representado a seguir por [ˀ] (segmento glotal sobrescrito)):
/p/: 
polo [`polo] ‘rolar’
lapa [`lapa] ‘bloquear’

/t/:
tarã [`tarã] ‘chifre’
lota [`lota]  ‘empilhar’
alat [`ˀalat] ‘dono’
/k/:
kelopo [kə`lopo] ‘fraco’ (não se referindo a força física, mas a objetos e cores fracos) 
lekã [lə`kã] ‘flecha’ 
riˈuk [`riʔuk] ‘osso’ 
/b/:
bata [`bata] ‘desenterrar’  
seba [sə`ba] ‘pesquisar’ 
/d/:
dénã [`dɛnã] ‘ferver’  
hada [`hada] ‘esticar’ 
/g/:
getã [gə`tã] ‘nivelar’  
lega [lə`ga] ‘dividir’ 
/ʔ/:
pa'u [`paʔu] ‘alimentar’
Uma observação pode ser feita em especial para os fonemas /t/ e /d/, pois enquanto em suas línguas vizinhas ambos os fonemas são  alveolares, na língua lamahólot possuem outro ponto de articulação, onde /t/ é uma plosiva dental e apenas /d/ é uma plosiva alveolar.

##### Fricativas
O dialeto Solor possui apenas duas consoantes fricativas: /s/ e /h/, sendo as duas desvozeadas. Tanto /s/ como /h/ podem aparecer nas posições inicial ou medial das palavras, porém apenas /s/ aparece na posição final. Seguem exemplos da distribuição desses fonemas:
/s/:
sorõ [`sorõ] ‘dar’  
bosu [`bosu] ‘tia’ 
oras [`ˀoras] ‘estação, situação’
/h/:
hogo  [`hogo] ‘acordar’  
baha  [`baha] ‘lavar’

##### nasais
Existem 3 nasais naturais do dialeto: /m/, /n/, e /ŋ/. Os fonemas /m/ e /n/ podem ocorrer nas posições iniciais e mediaos das palavras, enquanto /ŋ/ só ocorre nas posições mediais. Seguem exemplos de suas ocorrências no vocabulário:
/m/:
muko [`muko] ‘banana’  
lomã [`lomã] ‘inserir’ 
/n/:
naha [`naha] ‘bater’  
gena [gə`na] ‘encontrar’ 
/ŋ/: voiced velar nasal stop 
lenga [lə`ŋa] ‘cair’

##### Líquidas
No dialeto Solor, existem duas  consoantes líquidas: o /l/ lateral e o /r/ vibrante. Ambos podem aparecer tanto nas posições inicial como final, mas raramente ocorrem na posição final das palavras. Seguem exemplos de suas aparições no vocabulário da língua: 
/l/:
lomã [`lomã] ‘inserir’  
gala [`gala] ‘lança’ 
wéwél [`wɛwɛl] ‘língua’ 
/r/: 
rawũ [`rawũ] ‘pele/pelos animais’  
béro [`bɛro] ‘canoa’ 
wolor [`wolor] ‘monte’

##### Semi-vogais
O dialeto Solor possui 2 semi-vogais: o /w/ e o /j/. Ambas ocorrem em posições mediais e iniciais nas palavras, porém para o /j/, o mais comum é encontrá-lo em posições mediais, e apenas raramente em iniciais. Normalmente, as suas aparições mediais ocorrem em palavras naturais da língua, enquanto suas ocorrências iniciais em empréstimos linguísticos, como yaga 
[jaga] ‘esperar por’, emprestado do indonésio jaga /dʒaga/ ‘esperar por’, e  yarã [jarã] ‘cavalo’, Empréstimo do Sikka jarã [dʒarã] ‘cavalo’. Seguem exemplos de suas aparições no vocabulário do dialeto:
/w/: 
wata [`wata] ‘milho’ 
gawa [`gawa] ‘abraço’ 
/j/:  
yaga [`jaga] ‘esperar por’  
bayo [`bajo] ‘golpear’ 
é interessante notar que /w/ está presente na maioria dos dialetos lamahólot, exceto pelos dialetos lewotobi e lamalera, onde ele é substituído por /v/ no lewotobi e /f/ no lamalera.

#### Empréstimos consonantais
Existem 5 consoantes emprestadas no dialeto solor: /v/, /f/,  /tʃ/, /dʒ/ e /ɲ/. Todos esses fonemas são encontrados em palavras emprestadas do indonésio. A ocorrência do /v/ é nas posições iniciais e mediais, enquanto /f/ aparece tanto nas iniciais, quanto nas mediais e finais, como mostrado abaixo:
/v/:
vidéo [`vidɛo] ‘vídeo’ 
tivi [`tivi] ‘television’  
/f/:
féri [`fɛri] ‘balsa’
kafir [`kafir] ‘ateísmo’
ma'af [`maʔaf] ‘desculpas’
As aparições de /tʃ/, /dʒ/ e /ɲ/ são mostradas a seguir:
/tʃ/: 
camat [`tʃamat] ‘chefe de sub-distrito’ 
percaya [pər`tʃaja] ‘acreditar’ 
/dʒ/: 
Jawa [`dʒawa] java’ 
sejarah [sə`dʒarah] ‘história’ 
/ɲ/: 
nyanyi [`ɲaɲi] ‘música’
É possível expressar sucintamente que a maioria das consoantes no dialeto solor ocorrem nas posições mediais e iniciais, com apenas /ʔ/ e /ŋ/ aparecendo no ataque da sílaba final. Algumas, incluindo /t/, /k/, /s/, /l/ e /r/ são encontrados em uma posição final em alguns exemplos. A raridade da ocorrência de uma consoante em uma posição final de uma palavra foi identificada por Klamer como uma característica típica das línguas do centro-leste da Indonésia.

### Vogais
O dialeto solor possui um total de 12 fonemas vocálicos: 6 vogais orais e 6 nasais correspondentes, apresentados na tabela abaixo:
|             | Posterior | Central | Anterior |
| ----------- | --------- | ------- | -------- |
| Fechada     | i ĩ       |         | u ũ      |
| Semifechada |           | ə ə̃     | o õ      |
| Semiaberta  | ɛ ɛ̃       |         |          |
| Aberta      |           | a ã     |          |

Diferenças alofônicas podem ser percebidas por meio do comprimento dos fonemas. Vogais longas ocorrem em palavras monosilábicas abertas, como [aː] em ba [baː] ‘fluxo’ e 
[uː] em lũ [lũː] ‘uádi’. Vogais curtas ocorrem com um ataque consonantal em palavras multissilábicas como [a] em bayã [bayã] ‘linha’ e [u] em kemalu [kəmalu] 
‘baquetas’.
As seis vogais orais são /i, ə, ɛ, a, o, u/. Quando combinadas com uma consoante em um ataque silábico, cada uma pode ocorrer em qualquer posição de uma palavra. No entanto, quando estão formando uma sílaba por si só, como núcleo silábico, cada uma delas pode aparecer somente nas posições inicial e final, nunca medial. Seguem exemplos de suas ocorrências:
/i/:
ikã [`ˀikã] ‘peixe’ 
tobi [`tobi] ‘tamarindo’  
/ɛ/:
ékã [`ˀɛkã] ‘universo’  
knubé [`knubɛ] ‘machete’ 
/ɘ/:
ema [`ˀəma] ‘mãe’  
gele [`gələ] ‘cansado’  
/a/: 
ata [`ˀata] ‘pessoas’  
gena [gə`na] ‘encontrado’ 
/o/:
odõ [`ˀodõ] ‘empurrar’  
kuto [`kuto] ‘piolho’ 
/u/:
utã [`ˀutã] ‘feijão’  
labu [`labu] ‘camisa’

##### Vogais nasais
O dialeto solor possui 6 vogais nasais: /ĩ, ɘ̃, ɛ̃, ã, õ, ũ/. é interessante notar que línguas vizinhas incluindo sikka,  ende, nga’da, rongga, kedang, abui e teiwa não possuem tais vogais nasais contrastivas. Estudos sobre os dialetos lamahólot confirmaram a presença dessas vogais nasais: o dialeto lewolema possui 6 e o lewotobi possui 5.
A presença dessas vogais é restrita às posições finais das palavras. Seguem abaixo exemplos de suas aparições no vocabulário do dialeto:
/ĩ/:
baĩ [`baĩ] ‘ouvir, escutar’  
wengĩ [wə`ŋĩ] ‘estrondo’ 
/ɛ̃/:
éhē [`ˀɛhɛ̃] ‘guarda-chuva’   
dorē [`dorɛ̃] ‘puxar para cima’ 
/ə̃/:
epẽ [`ˀəpə̃] ‘pertence’  
hupẽ [`hupə̃] ‘pegar’ 
/ã/:
alã [`ˀalã] ‘som’  
tukã [`tukã] ‘centro, meio’ 
/õ/:
paõ [`paõ] ‘devagar’  
sabõ [`sabõ] ‘sabão’ 
/ũ/: 
odũ [`ˀodũ] ‘contar’ 
tagũ [`tagũ] ‘perto’ 

### Fonotática
O dialeto solor possui quatro formas de sílabas: V, CV, CCV e CVC.
A primeira estrutura, (V) é comumente encontrada nas posições inicial e final das palavras, sendo raramente encontrada em posições mediais, exceto por algumas palavras originadas de empréstimos. A qualidade vocálica desta forma silábica é distinta da qualidade vocálica das formas que ocorrem com consoantes.
Quando essa forma silábica surge em uma posição inicial, ela é sempre precedida por um fechamento glotal, considerado uma  prótese.
A segunda forma(CV) é a mais comum no dialeto solor, provavelmente cobrindo até 95% do vocabulário do dialeto. Está presente em qualquer posição dos  lexemas do dialeto. A terceira estrutura (CCV) possui uma distribuição limitada e é apenas encontrada em uma posiçao inicial nas palavras. A quarta forma (CVC) é muito rara, ocorrendo apenas em posições finais de palavras.
Dois fenômenos interessantes surgem da análise das estruturas silábicas do dialeto solor. Primeiro, a primeira sílaba da maioria das palavras com 3 ou 4 sílabas, excluindo-se palavras compostas, contém a vogal /ə/ como núcleo. Com mais de 90% das trissilábicas possuindo tal característica. Segundo, Existe uma forte preferência por sílabas abertas no dialeto lewotobi, a preferência é voltada para uma estrutura silábica aberta no dialeto solor.

## Ortografia
O alfabeto utilizado pelo povo lamahólot é o alfabeto latino. O sistema de escrita por eles utilizado é lido da esquerda para a direita, como no português.
A língua lamahólot derivou essa ortografia da Indonésia, utilizando os mesmos grafemas e diacríticos de lá. Assim, a tabela do alfabeto do dialeto solor é:
| Número | Maiúscula | Minúscula | Som (IPA)                                                    | Exemplo de pronúncia                              |
| 1      | A         | a         | /a/                                                          | pato /pato/                                       |
| 2      | B         | b         | /b/                                                          | bola /ˈbɔla/                                      |
| 3      | C         | c         | /tʃ/                                                         | chat /tʃæt/ (inglês)                              |
| 4      | D         | d         | /d/                                                          | dado /ˈdadu/                                      |
| 5      | E         | e         | /e/ ou /ə/                                                   | ele /ˈeli/ (e) le /lə/ (francês)                  |
| 6      | F         | f         | /f/                                                          | faca /ˈfaka/                                      |
| 7      | G         | g         | /ɡ/                                                          | gato /ˈgatu/                                      |
| 8      | H         | h         | /h/                                                          | hello /həˈloʊ/ (inglês)                           |
| 9      | I         | i         | /i/                                                          | ilha /ˈiʎa/                                       |
| 10     | J         | j         | /dʒ/                                                         | jump /dʒʌmp/ (inglês)                             |
| 11     | K         | k         | /k/                                                          | casa /ˈkaza/                                      |
| 12     | L         | l         | /l/                                                          | lata /ˈlata/                                      |
| 13     | M         | m         | /m/                                                          | mala /ˈmala/                                      |
| 14     | N         | n         | /n/                                                          | navio /naˈviu/                                    |
| 15     | O         | o         | /o/ ou /ɔ/                                                   | ovo /ˈovu/ (o) óculos /ˈɔkuluʃ/ (ɔ)               |
| 16     | P         | p         | /p/                                                          | pato /ˈpato/                                      |
| 17     | Q         | q         | /k/ (em empréstimos)                                         | quick /kwɪk/ (inglês)                             |
| 18     | R         | r         | /r/ (vibrante múltiplo) ou /ɾ/ (vibrante simples)            | perro /ˈpero/ (espanhol) caro /ˈkaɾu/ (português) |
| 19     | S         | s         | /s/                                                          | sol /ˈsɔw/                                        |
| 20     | T         | t         | /t/                                                          | tatu /taˈtu/                                      |
| 21     | U         | u         | /u/                                                          | uva /ˈuva/                                        |
| 22     | V         | v         | /v/ (em empréstimos, mas muitas vezes substituído por /f/)   | vaca /ˈvaka/                                      |
| 23     | W         | w         | /w/                                                          | water /ˈwɔtɚ/ (inglês)                            |
| 24     | X         | x         | /s/ ou /ks/ (em empréstimos)                                 | táxi /ˈtaksi/ Xavier /ɡza.vje/ (francês)          |
| 25     | Y         | y         | /j/                                                          | yo /jo/ (espanhol)                                |
| 26     | Z         | z         | /z/ (em empréstimos, mas frequentemente substituído por /s/) | zebra /ˈzebra/                                    |
| 27     | Ã         | ã         | /ã/                                                          | mão /mãw̃/                                         |
| 28     | Ĩ         | ĩ         | /ĩ/                                                          | mim /mĩm/                                         |
| 29     | Õ         | õ         | /õ/                                                          | como /kõmu/                                       |
| 30     | Ũ         | ũ         | /ũ/                                                          | algum /aɫˈgũw̃/                                    |
| 31     | Ẽ         | ẽ, ə̃      | /ẽ/ ou /ə̃/                                                   | nem /nẽm/ francês: un /ə̃/                         |

## Vocabulário
| Número    | Lamaholot                                                           |
| --------- | ------------------------------------------------------------------- |
| 1         | to'u                                                                |
| 2         | rua                                                                 |
| 3         | telo                                                                |
| 4         | pa                                                                  |
| 5         | léma                                                                |
| 6         | nemũ                                                                |
| 7         | pito                                                                |
| 8         | buto                                                                |
| 9         | hiwa                                                                |
| 10        | pulo                                                                |
| 11        | pulok to'u                                                          |
| 12        | pulok rua                                                           |
| 20        | pulu rua                                                            |
| 21        | pulu rua no'õ to'u                                                  |
| 30        | pulu telo                                                           |
| 100       | teratu                                                              |
| 101       | teratu no'õ to'u                                                    |
| 150       | teratu puluh lema                                                   |
| 1.000     | ribu                                                                |
| 1.200     | ribu to'u no'õ ratu rua                                             |
| 12.553    | ribu pulok rua no'õ ratu lema pulu lema no'õ telo                   |
| 5.032.052 | yutã lema no'õ ribũ pulu telo no'õ ratu rua no'õ pulu lema no'õ rua |

| Português     | Lamaholot    |
| ------------- | ------------ |
| Segunda-feira | Segunda-fera |
| Terça-feira   | Tersa-fera   |
| Quarta-feira  | Kwarta-fera  |
| Quinta-feira  | Kinta-fera   |
| Sexta-feira   | Sesta-fera   |
| Sábado        | Sábadu       |
| Domingo       | Domingo      |

| Português   | Lamaholot    |
| ----------- | ------------ |
| Olá / Oi    | Teba         |
| Obrigado(a) | Terima kasih |
| Sim         | Na'a         |
| Não         | Aké          |
| Como vai?   | Mo’é pai?    |
| Estou bem   | Go’é hebo    |
| Adeus       | Bala-bala    |
| Até logo    | Miã na’é     |

| Tipo de Local | Nome                |
| ------------- | ------------------- |
| Vila          | Karawatũ, Lemanu    |
| Praia         | Ailera, Liko        |
| Rios secos    | Waiparak, Liwo      |
| Área agrícola | Otã, Petola Pukẽ    |
| Mercado       | Podor, Ena          |
| Montanha      | Napo, Watoreka      |
| Colina        | Blopo, Menala kawak |
| Fonte         | Wai Bele'ẽ, Wai Wao |

| Português | Lamaholot |
| --------- | --------- |
| Cão       | Aho       |
| Casa      | Lango     |
| Fogo      | Apé       |
| Água      | Wai       |
| Madeira   | Kayo      |
| Barco     | Béro      |
| Dinheiro  | Doi       |
| Cama      | Kenatã    |
| Comida    | Wata      |
| Cesto     | Epẽ       |
| Tambor    | Gedã      |